# Montego Bay
Montego Bay je hlavním městem farnosti St. James Parish, rozlohou druhým největším městem na Jamajce a třetím podle počtu obyvatel (po Kingstonu a Spanish Townu).
Je to klasická turistická destinace s duty free nákupní zónou, terminálem výletních plaveb a plážemi. Za městem se zvedají pitoreskní nízké hory.

## Dějiny
Když ostrov poprvé navštívil Cristoforo Colombo v roce 1494, pojmenoval záliv Golfo de Buen Tiempo ('Záliv dobrého počasí'). Věří se, že název „Montego Bay“ pochází ze zkomolení španělského slova manteca („slanina“), zřejmě proto, že během období španělské nadvlády tu byl přístav, z něhož bylo exportováno hovězí, kůže a špek. Jamajka byla kolonií Španělska od roku 1511 do roku 1655, kdy karibská expedice vyslaná Cromwellem, tzv. Západní plán, vytlačila Španěly z ostrova.

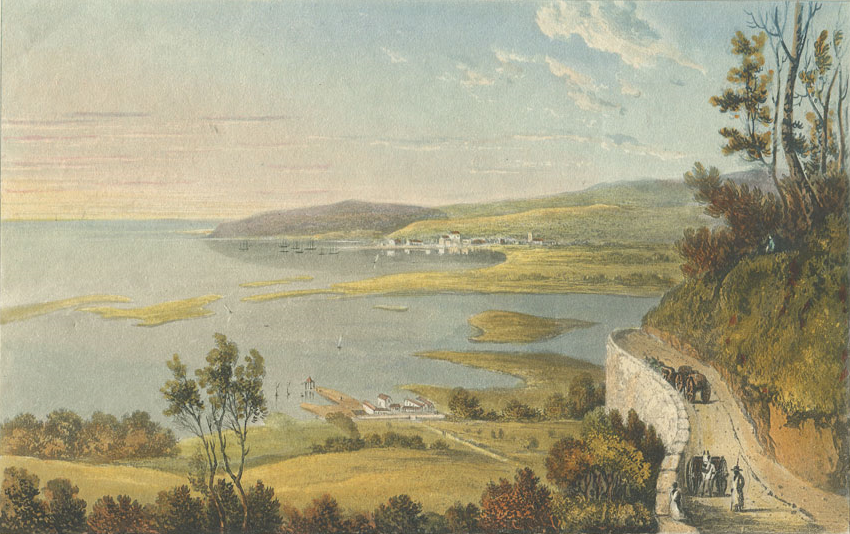
Montego Bay c. 1820

Během epochy otrokářství, zhruba od poloviny 17. století do roku 1834, a dále až do 20. století, fungovalo město prvotně jako cukrový přístav. Poslední velké ostrovní povstání otroků, tzv. Vánoční rebelie nebo Válka baptistů (1831–1832) probíhala v oblasti v okolí Montego Bay; vůdce revolty, Samuel Sharpe, zde byl pověšen roku 1832. V roce 1975 byl Sharpe prohlášen národním hrdinou Jamajky a hlavní náměstí v Montego Bay bylo pojmenováno na jeho počest.
V roce 1980 bylo Montego Bay prohlášeno velkoměstem (aktem parlamentu), ale to neznamenalo, že by získalo nějakou formu autonomie a stále zůstává integrální součástí farnosti St. James.